# Acrobasis sodalella
Acrobasis sodalella là một loài bướm đêm thuộc họ Pyralidae. Loài này có ở châu Âu.
Con trưởng thành bay làm một đợt từ tháng 6 đến tháng 7.
Ấu trùng ăn sồi.